# Liste der Naturdenkmäler im Landkreis Straubing-Bogen
Die Liste der Naturdenkmäler im Landkreis Straubing-Bogen nennt die Naturdenkmäler in den Städten und Gemeinden im Landkreis Straubing-Bogen in Bayern.

## Liste
| Bild                                                           | Nummer | Bezeichnung                                                      | Gemeinde                | Standort                         | Beschreibung                                                                       |
| -------------------------------------------------------------- | ------ | ---------------------------------------------------------------- | ----------------------- | -------------------------------- | ---------------------------------------------------------------------------------- |
| Eiche südöstlich von Arnkofen                                  | 1      | 1 Eiche bei Arnkofen                                             | Laberweinting           | 48° 48′ 41,3″ N, 12° 16′ 55,1″ O | Etwa 300 Jahre alte Stieleiche. Höhe des Baumes 29 m, Kronendurchmesser etwa 20 m. |
|                                                                | 2      | Holzbirnbaum nördlich Mallersdorf                                | Mallersdorf-Pfaffenberg | 48° 47′ 4,7″ N, 12° 14′ 41,8″ O  |                                                                                    |
|                                                                | 3      | 1 Eiche am Hochbuchet                                            | Mallersdorf-Pfaffenberg | 48° 47′ 7,6″ N, 12° 14′ 22″ O    |                                                                                    |
|                                                                | 5      | 7 Linden südöstlich von Oberhaselbach                            | Mallersdorf-Pfaffenberg | 48° 46′ 30,4″ N, 12° 9′ 36″ O    |                                                                                    |
|                                                                | 6      | 2 Eichen auf dem Klosterberg                                     | Mallersdorf-Pfaffenberg | 48° 46′ 43,4″ N, 12° 15′ 6,1″ O  |                                                                                    |
|                                                                | 7      | 1 Eiche nördlich der Laaber bei Puchhof                          | Aholfing                | 48° 55′ 16,3″ N, 12° 27′ 40,3″ O |                                                                                    |
|                                                                | 8      | Drei Stieleichen bei Gut Puchhof                                 | Aholfing                | 48° 55′ 27,8″ N, 12° 27′ 15,5″ O | 300 bis 350 Jahre alte Eichen mit jeweils etwa 7 m Umfang.                         |
|                                                                | 9      | 1 Linde bei Atting                                               | Atting                  | 48° 53′ 27,5″ N, 12° 28′ 43,4″ O |                                                                                    |
|                                                                | 10     | 1 Eiche Reithof bei Hankofen                                     | Leiblfing               | 48° 47′ 7″ N, 12° 35′ 3,4″ O     |                                                                                    |
| Eiche an der westlichen Schloßeinfahrt                         | 11     | 1 Eiche an der westlichen Schloßeinfahrt                         | Irlbach                 | 48° 50′ 38″ N, 12° 44′ 53,2″ O   |                                                                                    |
|                                                                | 12     | 2 Eichengruppen an der Abzw. an der Fähreneinfahrt               | Irlbach                 | 48° 50′ 55″ N, 12° 45′ 40,7″ O   |                                                                                    |
|                                                                | 17     | 1 Linde nördlich Rain                                            | Rain                    | 48° 54′ 27,8″ N, 12° 28′ 11,4″ O |                                                                                    |
|                                                                | 18     | 1 Buche auf dem Gallnerberg                                      | Konzell                 | 49° 2′ 50,6″ N, 12° 40′ 29,3″ O  |                                                                                    |
|                                                                | 19     | Eiche bei Bühel                                                  | Neukirchen              | 48° 58′ 44,9″ N, 12° 45′ 28,3″ O |                                                                                    |
|                                                                | 20     | 1 Linde bei Hochstetten                                          | Niederwinkling          | 48° 52′ 38,6″ N, 12° 50′ 3,1″ O  |                                                                                    |
| weitere Bilder                                                 | 21     | 2 Linden bei der kath. Filialkirche Neurandsberg                 | Rattenberg              | 49° 6′ 5,5″ N, 12° 45′ 35,3″ O   |                                                                                    |
|                                                                | 22     | Eibe bei Rettenbach                                              | St. Englmar             | 48° 58′ 26,1″ N, 12° 51′ 24,3″ O |                                                                                    |
| Eiche neben der Staatsstraße nach Obermühlbach (östlich Haggn) | 23     | 1 Eiche neben der Staatsstraße nach Obermühlbach (östlich Haggn) | Neukirchen              | 48° 58′ 23,4″ N, 12° 45′ 57,5″ O |                                                                                    |
| weitere Bilder                                                 | 24     | Linde bei der Kirche St. Rupert                                  | Wiesenfelden            | 49° 2′ 3,5″ N, 12° 31′ 55,6″ O   |                                                                                    |
|                                                                | 25     | Sieben Eichen bei Allkofen                                       | Laberweinting           | 48° 50′ 57,2″ N, 12° 16′ 5,8″ O  |                                                                                    |
|                                                                | 26     | Eiche in Strähberg                                               | Oberschneiding          | 48° 46′ 15,5″ N, 12° 39′ 10,4″ O |                                                                                    |
| weitere Bilder                                                 | 28     | Linde in Jägershöfen                                             | Wiesenfelden            | 49° 2′ 49,1″ N, 12° 31′ 4,7″ O   |                                                                                    |

## Gelöschte Naturdenkmäler
| Bild | Nummer | Bezeichnung                    | Gemeinde                | Standort                         | Beschreibung                |
| ---- | ------ | ------------------------------ | ----------------------- | -------------------------------- | --------------------------- |
|      | 4      | Vier Stieleichen am Petersberg | Mallersdorf-Pfaffenberg | 48° 46′ 32,2″ N, 12° 14′ 35,2″ O | gelöscht am 23. Januar 2020 |
|      | 16     | Linde in Meindling             | Oberschneiding          | 48° 47′ 53,6″ N, 12° 37′ 50,6″ O | gelöscht am 23. Januar 2020 |
|      |        | Winterlinde am alten Schulhaus | Mariaposching           |                                  | gelöscht am 23. Januar 2020 |